# Rio Antonio Foscarini

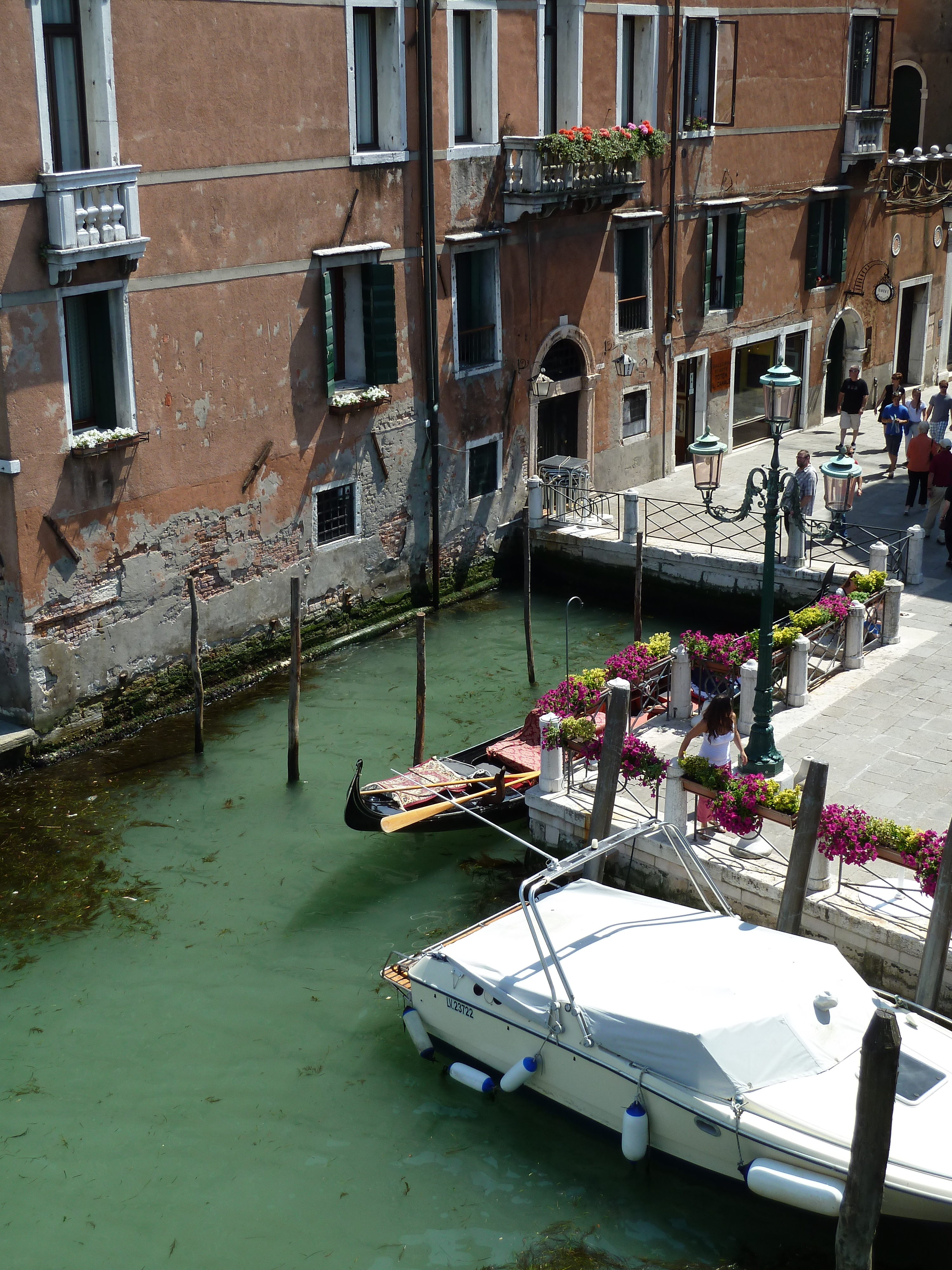
Le restant du canal Foscarini, aujourd'hui parking pour quelques gondoles dès 11h du matin

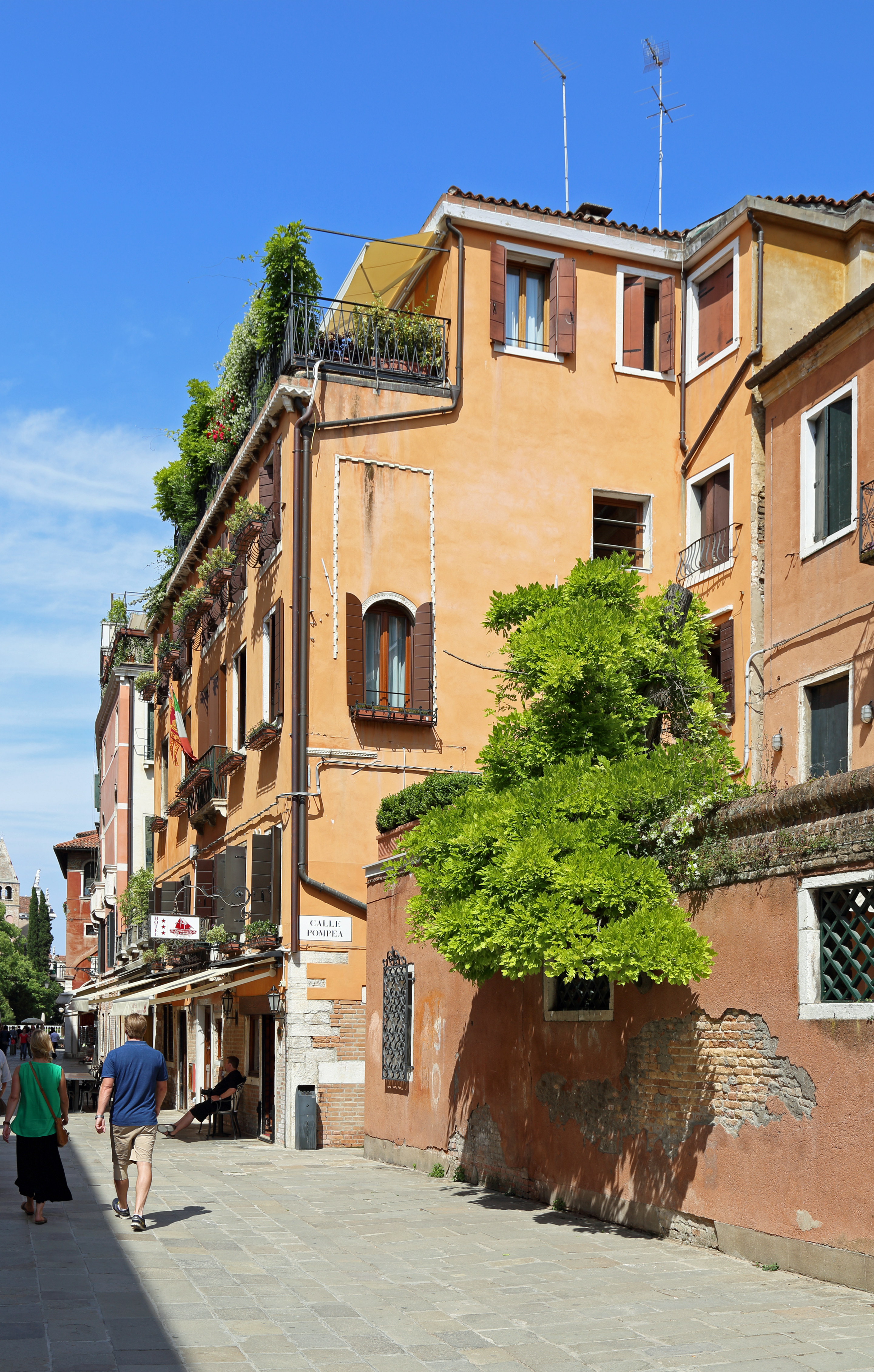
Le Rio terà Antonio Foscarini (canal comblé), vu en direction du Pont de l'Académie

Le Rio Antonio Foscarini est un ancien canal de Venise dans le sestiere de Dorsoduro, dont subsiste un petit reste près du Campo de la Carità. La plus grande partie du canal, appelé jadis rio de Sant'Agnese a été comblé et transformé en rue: c'est aujourd'hui le Rio terà Antonio Foscarini.

## Description
Le Rio Antonio Foscarini rentre environ 50 mètres à l'intérieur du Dorsoduro, partant du Grand Canal en sens sud.

Avant son enfouissement en 1838, ce canal s'appelait le rio de Sant'Agnese et reliait en ligne droite vers le sud le canal de la Giudecca aux Zattere à côté de l'église Santa Maria del Rosario o dei Gesuati. Cette dernière partie ne fut ensevelie qu'en 1864. Le premier tronçon reçut le nom de roi terà Antonio Foscarini, tandis que le tronçon à côté de l'église prit le nom de rio terà dei Gesuati. Ce dernier tronçon était jadis traversé par deux ponts : le ponte Sant'Agnese menant au campo éponyme et le ponte dei Gesuati della Guerra sur les Zattere, encore un pont dédié au bagarres aux coups de poing (pugni).

## Origine
Le nom provient du patricien Antonio Foscarini exécuté par erreur le 16 avril 1622 dans un climat d'espionite aiguë. Un décret du 16 janvier 1623 informe tout le monde de l'erreur et, en plus des excuses, met fin à la chasse aux espions.

## Situation
Le reste du rio se situe près du pont de l'Académie, à côté du campo de la Carità.